# جيف كيبنغ
جيف كيبنغ هو لاعب كرة قدم كندية كندي، ولد في 19 يوليو 1982 في يوكسبريدج في كندا.